# Amsterdamsche Studenten Bond
De Amsterdamsche Studenten Bond (kortweg ASB) was een Amsterdamse studentenvereniging. De vereniging geldt als de officiële voorganger van de huidige Unitas Studiosorum Amstelodamensium.

## Ontstaansgeschiedenis
Tot 1885 gold het Corps als vertegenwoordiger van alle studenten in Amsterdam en tot op de faculteiten kon het bestuur van deze vereniging zijn invloed laten gelden. Niet iedereen was even gelukkig met deze situatie, zeker ook omdat het Corpslidmaatschap aanzienlijke kosten met zich meebracht. Om lid te zijn moest een ontgroeningsperiode van vier weken doorlopen worden en een contributie betaald van ƒ25 voor het eerste jaar en ƒ7,50 voor de daarop volgende. Dan was men nog geen lid van de Studenten-Sociëteit "Nos Jungit Amicitia" ("Vriendschap verbindt ons"), waarvoor een aanvullende ƒ25 voor het eerste jaar en ƒ15 voor de daarop volgende vereist was.  Het gevolg was dat slechts ongeveer de helft van de studerenden aan de universiteit lid was. (In 1885 233 van de 588 en in 1886 332 van de 69.)
In 1885 was voor een aantal studenten de maat vol. Her en der verschenen "onafhankelijke disputen". Tijdens een vergadering op 10 december in Maison Stroucken over een plan een "Studentenkroeg" op te richten, besloten 112 studenten een volwaardige vereniging op te zetten met een bijbehorende sociëteit, als tegenhanger van het Corps. De vereniging zou de naam "Amsterdamsche Studenten Bond" (ASB) krijgen en droeg betaalbaarheid en gelijkwaardigheid tussen de leden hoog in het vaandel. (De maximum contributie werd op ƒ10 gesteld en er kwam geen ontgroening.)
Op 5 april 1886 opende sociëteit "Sodalitas Amicitia Laetitia Viriant Eximie" ("Mogen vriendschap, broederschap en vreugde welig tieren"), kortweg S.A.L.V.E, haar deuren aan het Vijgendam 10, met een ingang aan het Beursplein. Ter gelegenheid waarvan een rijtocht door de stad werd gehouden. De nieuwe sociëteit beschikte onder meer over een conversatiezaal, een biljartzaal, een bestuurskamer, een kleedkamer en een woning voor de kastelein.

## Ondergang
Bij het Corps was men niet gelukkig met de nieuwe concurrentie, en men deed er alles aan om de ASB zo snel mogelijk weg te treiteren. Dat lukte heel aardig; in 1891 wist de ASB nog een officiële erkenning van de Universiteit van Amsterdam te verkrijgen, maar daarna ging het snel bergafwaarts. Vanaf 1895 daalde het ledenaantal in hoog tempo, en rond de eeuwwisseling besloot de Amsterdamsche Studenten Bond zichzelf weer op te heffen. Hoewel een formele opheffing nooit plaats zou vinden verdween de ASB uit het Amsterdamse studentenleven.

## Na de opheffing
De geschiedenis van de ASB eindigt hier echter nog niet. In 1910 werd het Corps gesplitst in een “gezelligheids-” en een “nuttigheids”-deel; alleen de eerste categorie kende een ontgroening, maar de tweede categorie mocht niet meer deelnemen aan het verenigingsleven, terwijl men wél contributie moest betalen. Dit zinde veel studenten niet, en in 1911 volgde bij wijze van protest de oprichting van Unitas Studiosorum Amstelodamensium. Deze vereniging was in alles het evenbeeld van de eerder ter ziele gegane ASB (zelfs de naam is in wezen hetzelfde), met als voornaamste verschil dat ze zich wél wist te handhaven. Bij wijze van eerbetoon aan de ASB kreeg ook de sociëteit van de nieuwe vereniging de naam S.A.L.V.E.
Voor de ASB is nog een kleine voetnoot in de geschiedenis weggelegd: in 1920 werden alle nog traceerbare oud-leden plechtig tot reünist van Unitas Studiosorum Amstelodamensium geslagen, bij wijze van laatste eer aan de directe voorgangers van de nieuwe vereniging.